# Quercus benthamii
Quercus benthamii — вид рослин з родини букових (Fagaceae); поширений у Центральній Америці від півдня Мексики до Панами.

## Опис

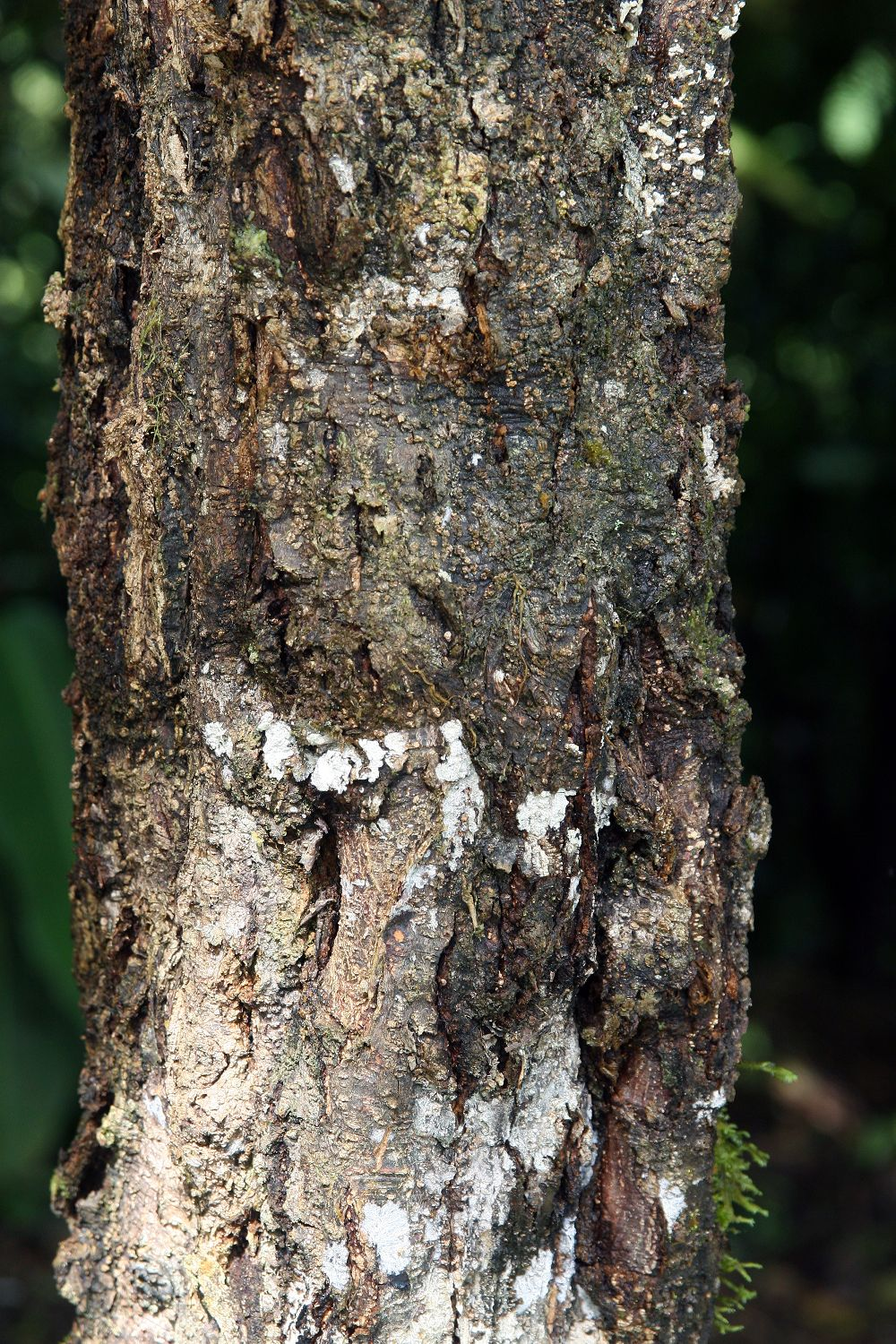
стовбур

Листопадне дерево до 40 м заввишки. Кора шорстка, від сірого до чорного забарвлення. Гілочки кавового кольору, іржаво-запушені першого року, стають голими, з помітними світлими сочевицями. Листки переважно зворотно-яйцюваті, шкірясті, 5–13 × 2–4 см; основа віддалено клиноподібна або вузько гостра, іноді тупа; верхівка гостра до загостреної або послабленої; край цілий, плоский або слабо вигнутий, часто хвилястий, рідко з невеликою кількістю щетинок; верх темно-зелений, голий, з трихомами на середній жилці; низ має зірчасті волоски біля пазух і вздовж середньої жилки; ніжка волохата, 6—20 см. Тичинкові сережки довжиною 5–15 см, з численними квітками; маточкові — дуже короткі, 1–4-квіткові. Жолуді однорічні, поодинокі або парні, на ніжці 3–6 мм; горіх майже кулястий, 1.5—2 × 1.6—2 см; чашечка 2-3 см завширшки, вкриває 1/3 горіха.

## Середовище проживання
Країни поширення: Коста-Рика, Сальвадор, Гватемала, Гондурас, Мексика (Чіапас, Оахака), Нікарагуа, Панама.
Вид типовий для хмарного лісу; на висотах 450—2800 м.

## Використання
Використовується як дрова, деревина та ліки.

## Загрози
Загрозами є видобуток дров та деревини, випас худоби та вогонь. Зовсім недавно багато районів Хмарного лісу в Чіапасі було перетворено на кавові плантації. Хмарні ліси є типом рослинності, якому найбільше загрожує зміна клімату в цій області.